# Višňová (kraj liberecki)
Višňová (niem. Böhmisch Weigsdorf) – przygraniczna wieś w Czechach znajdująca się w kraju libereckim niedaleko granicy z Polską. We wsi w 2010 roku mieszkało ok. 1 350. Miejscowość powstała z połączenia dziewięciu osad, na skraju miejscowości znajduje się historyczna elektrownia wodna.